# Петяково
Петя́ково (рос. Петяково, марій. Петяк) — присілок у складі Медведевського району Марій Ел, Росія. Входить до складу Азановського сільського поселення.

## Населення
Населення — 400 осіб (2010; 102 у 2002).
Національний склад (станом на 2002 рік):
- лучні марійці — 70 %
- росіяни — 29 %